# 佐藤ひろ美
佐藤 ひろ美（さとう ひろみ、1970年12月10日 – ）は、日本の実業家、元シンガーソングライター。
岩手県上閉伊郡大槌町出身。主にPCゲームやテレビアニメの主題歌、挿入歌、イメージソングを歌っていた。本名は佐藤裕美。射手座。身長148cm。株式会社アリア・エンターテインメント取締役副社長。愛称は「ひろみん」「ひろ美姐さん」。
2024年3月まで株式会社S（現：アリア・エンターテインメント 芸能部 S）の代表取締役社長を務めていた。

## 概要

### 来歴
- 高校まで岩手県で過ごし、その後に青森の短大に進学する。卒業後に上京し、保育士や販売員などを経験する。
- 1994年から2001年まで、バンド「サティアグラハ」のボーカルとして、インディーズ活動をしていた。その後にバンドは解散する。
- 2000年8月4日 - フロントウイングより発売されたゲームソフト『カナリア 〜この想いを歌に乗せて〜』のエンディングテーマ「シールド」の歌唱を担当し、ソロシンガーとしてデビューを果たす。
- 2001年10月30日 - コナミミュージックエンタテインメントよりファーストアルバム『佐藤裕美 ゲームテーマソングコレクション〜Looking for sign〜』を発売。
- 2002年9月15日 - 初となるオリジナルマキシシングル「born」を「キャラフェス大阪」にて販売発売[2]。
- 2003年7月24日 - KOTOKOとのコラボレーションシングル「Second Flight」をランティスより発売し、オリコンチャート15位を獲得。
- 2003年8月6日 - メジャー初となるソロシングル「Guri Guri」をポニーキャニオンより発売。表題曲はテレビアニメ『グリーングリーン』のオープニングテーマに採用された。
- 2005年 - バースデーライブをきっかけに、本名の「佐藤裕美」から「佐藤ひろ美」に改名（「ゆみ」と誤読されることが多いことなど）。それに伴い、ファンクラブ「裕美神社」は解散、新たにサポーターズクラブ「ひろみたち。（BEWE）」が発足される。
- 2007年5月 - 株式会社Sを設立し、同社の代表取締役を務める。楽曲制作だけでなく、飛蘭などアーティストのプロデュースや声優など幅広く活動
- 2010年 - デビュー10周年を迎えた
- 2014年4月 - サポーターズクラブ「ひろみたち。」が、株式会社S所属の歌手・声優のファンクラブ「Sオフィシャルファンクラブ」に発展解消[3]
- 2014年12月24日 - 株式会社Sが業務拡張に伴い事務所移転
- 2015年10月 - 株式会社S所属アーチスト個別のファンクラブがスタートしたことに伴い、「ひろみたち。」が復活[4]
- 2016年12月23日、豊洲PITでのライブをもって歌手業を引退、以降は株式会社Sの運営に専念[5][6]。
- 2022年12月23日、2023年1月に放送されるいわてマンガプロジェクト発のアニメ「ゴールデンゴッド」のウッシー役とオープニングテーマを担当することが発表された。新曲の発表は引退から6年振りである。[7]。

### 人物
- 歌のイメージにあわせ大人声からアニメ声まで幅広く使い分けることができ、実際に声優としてレギュラー役を獲得したこともある。
- 資格は保育士免許・幼稚園教諭二種免許を持っているが、運転免許は未取得である。
- 好きな食べ物は、半片とミョウガとトマトである。
- 2011年3月11日の東日本大震災の津波で岩手県大槌町にある実家が流失し、父が行方不明となった。そのことから4月3日に復興支援情報サイト「がんばっぺし!大槌」を開設した[8]。歌手引退後も積極的に被災地の復興イベントへ参加している。
- 2018年9月に「三陸♥おおつちPR大使」を委嘱された[9]。

## 出演

### ラジオ
- G.L.S. 〜歌姫たちのトライアングルスクランブル〜（FM-FUJI→ラジオ日本：2003年4月6日 - 2003年12月27日）
- 佐藤裕美のヒロミデンパ（ラジオ関西、音泉：2004年10月1日 - 2005年10月28日） ※音泉では4日遅れ
- 佐藤ひろ美のコミデジ（ラジオ関西、音泉：2005年11月4日 - 2006年3月31日） ※音泉では4日遅れ
- 佐藤ひろ美のコミデジ+（音泉：2006年4月11日 - 2006年6月27日）
- 佐藤ひろ美のSugarっとゲーマーズレイディオ（ゲーマーズ店内ラジオ：終了）
- ひろラジ（「ひろみたち。」プレミアサポーター限定インターネットラジオ：終了）
- 佐藤ひろ美のひろらじ（音泉、ランティスウェブラジオ、HiBiKi Radio Station、BEWE：2010年5月6日 - 2015年12月31日）

### テレビアニメ
- 創聖のアクエリオン（2005年、リーナ・ルーン）
- ゴールデンゴッド[10]（2023年、ウッシー）

### OVA
- 創星のアクエリオン（2007年、リーナ・ルーン）

### 劇場版アニメ
- 劇場版アクエリオン（2007年、リーナ・ルーン） - 2作品

### ゲーム
- スーパーロボット大戦Z（2008年、リーナ・ルーン）
- ギャラクシーエンジェルII 永劫回帰の刻（2009年、マサラ・アジート）
- Another Century's Episode:R（2010年、リーナ・ルーン）
- すたどる!（2012年、NoEL[11]）
- 機動戦隊アイアンサーガ（2022年、リーナ・ルーン）

## ディスコグラフィ

### シングル
| 枚       | 発売日         | タイトル                       | 規格品番               | 規格品番               | オリコン 最高位 |
| 枚       | 発売日         | タイトル                       | 初回限定盤             | 通常盤                 | オリコン 最高位 |
| -------- | -------------- | ------------------------------ | ---------------------- | ---------------------- | --------------- |
| 1        | 2002年8月9日   | わたしのそらのいろ             |                        | KSCA-59152             | 圏外            |
| 2        | 2002年9月15日  | born                           | FXCL-1001              |                        | 圏外            |
| 3        | 2002年10月25日 | 初恋                           | RUNE-011M              |                        | 圏外            |
| 4        | 2003年8月6日   | Guri Guri                      | PCCG-70005             | 48位                   |                 |
| 5        | 2003年12月19日 | パステルカラーの奇跡           | WILL-099               | 圏外                   |                 |
| 6        | 2004年6月25日  | Angelic Symphony               | BRDF-3031              | 55位                   |                 |
| 7        | 2004年11月26日 | 終わりなきPrelude              | BRDF-3038              | 70位                   |                 |
| 8        | 2004年12月23日 | こえだちゃんのおはやっほー♪    | BRDF-3041              | 圏外                   |                 |
| 9        | 2005年1月19日  | 暁ノ空ヲ翔ル                   | PCCG-70008             | 54位                   |                 |
| 10       | 2005年3月30日  | Sugar season vol.1 〜春風〜    | AECL-1001              | 圏外                   |                 |
| 11       | 2005年6月29日  | Sugar season vol.2 〜夏花〜    | AECL-1002              | 圏外                   |                 |
| 12       | 2005年7月13日  | Milktea Kiss                   | AECL-1006              | 圏外                   |                 |
| 13       | 2005年7月21日  | ハローグッバイ                 | LACM-4206              | 156位                  |                 |
| 14       | 2005年8月3日   | 時代の無双花                   | LACM-4204              | 85位                   |                 |
| 15       | 2005年10月26日 | Sugar season vol.3 〜秋月〜    | AECL-1003              | 圏外                   |                 |
| 16       | 2005年12月21日 | Sugar season vol.4 〜冬恋〜    | AECL-1004              | 圏外                   |                 |
| 17       | 2005年12月23日 | Tears in snow                  | BRDF-3066              | 圏外                   |                 |
| 18       | 2006年3月17日  | Dream Maker                    | BRDA-1072              | 圏外                   |                 |
| 19       | 2006年7月28日  | Cause your love 〜白いmelody〜 | BRDF-3073              | 68位                   |                 |
| 20       | 2006年11月24日 | Venus Dream                    | BRDF-3077              | 148位                  |                 |
| 21       | 2007年8月24日  | サヨナラ                       | BRDF-3087              | 148位                  |                 |
| 22       | 2008年6月25日  | 太陽ノ紅響曲                   | BRCA-1083              | BRDF-3106              | 86位            |
| 23       | 2008年12月17日 | アンバーワールド               |                        | AXCL-0001              | 圏外            |
| 24       | 2009年8月26日  | そらいろ                       | AXCL-0002              |                        | 圏外            |
| 配信限定 |                |                                |                        |                        |                 |
| 1        | 2010年1月1日   | 迷いの森                       | デジタル・ダウンロード | デジタル・ダウンロード |                 |
| 2        | 2016年1月1日   | きみと僕の小さな願い           | デジタル・ダウンロード | デジタル・ダウンロード |                 |

#### コラボレーション・シングル
| 枚 | 発売日         | タイトル                                   | 名義                | 規格品番   | オリコン 最高位 |
| -- | -------------- | ------------------------------------------ | ------------------- | ---------- | --------------- |
| 1  | 2003年7月24日  | Second Flight                              | KOTOKO & 佐藤裕美   | LACM-4101  | 15位            |
| 2  | 2009年1月30日  | 祝福のカンパネラ                           | 佐藤ひろ美 & NANA   | HBMS-308   | 106位           |
| 3  | 2009年4月24日  | Promise 〜月夜の記憶〜                     | 佐藤ひろ美 & NANA   | PBCS-0007  | 176位           |
| 4  | 2012年11月28日 | Witch's Garden                             | 佐藤ひろ美 & 飛蘭   | LACM-14030 | 107位           |
| 5  | 2013年8月7日   | 回帰新星 -recurrent nova-/夏風ノスタルジア | KOTOKO & 佐藤ひろ美 | LACM-14127 | 54位            |
| 6  | 2016年8月20日  | ウィザーズコンプレックス                   | 佐藤ひろ美 & KOTOKO | WMACD-035  | 圏外            |

### アルバム

#### フル・アルバム
| 枚  | 通算 | 発売日         | タイトル                                                    | 規格品番   | 規格品番  | 最高位 |
| 枚  | 通算 | 発売日         | タイトル                                                    | 初回限定盤 | 通常盤    | 最高位 |
| --- | ---- | -------------- | ----------------------------------------------------------- | ---------- | --------- | ------ |
| ※   | 1    | 2001年10月30日 | 佐藤裕美 ゲームテーマソングコレクション〜Looking for sign〜 |            | KMCA-124  | 圏外   |
| ※   | 2    | 2003年1月22日  | Sugar kiss 〜テーマソングコレクション〜                     | KICA-1283  | 137位     |        |
| 1st | 3    | 2005年2月24日  | Angelica                                                    | BRCF-3044  | BRCF-3045 | 93位   |
| 2nd | 4    | 2007年5月25日  | Brilliant Moon                                              | BRCF-3085  | BRCF-3082 | 141位  |
| 3rd | 5    | 2009年2月4日   | メリー!メリーゴーランド                                     |            | QECB-1001 | 197位  |
| 4th | 6    | 2012年8月22日  | RiSE                                                        | LACA-15207 | 237位     |        |

#### ベスト・アルバム
| 枚  | 発売日         | タイトル                         | 規格品番        | 最高位 |
| --- | -------------- | -------------------------------- | --------------- | ------ |
| 1st | 2010年9月22日  | 佐藤ひろ美 THE BEST -Ever Green- | LACA-9197〜9198 | 198位  |
| 2nd | 2010年9月22日  | 佐藤ひろ美 THE BEST -Sky Blue-   | LACA-9199〜9200 | 189位  |
| 3rd | 2016年12月29日 | Thanks a million                 | WMACD-039       |        |

### タイアップ曲
| 楽曲                                | タイアップ                                                                                | 時期   |
| ----------------------------------- | ----------------------------------------------------------------------------------------- | ------ |
| シールド                            | PCゲーム『カナリア 〜この想いを歌に乗せて〜』綾菜ルートエンディングテーマ                 | 2000年 |
| カナリア (綾菜バージョン)           | PCゲーム『カナリア 〜この想いを歌に乗せて〜』イメージソング                               | 2000年 |
| こころのゆくさき                    | PCゲーム『銀色』オープニングテーマ                                                        | 2000年 |
| 忘れ物、見つけた                    | PCゲーム『銀色』エンディングテーマ                                                        | 2000年 |
| Sweet Kiss                          | PCゲーム『すいすいSweet』オープニングテーマ                                               | 2000年 |
| 見上げた空の蒼                      | PCゲーム『すいすいSweet』エンディングテーマ                                               | 2000年 |
| Please!                             | テレビアニメ『真・女神転生デビチル』イメージソング                                        | 2001年 |
| Wind Time                           | PCゲーム『Wing&Wind』オープニングテーマ                                                   | 2001年 |
| 羽音                                | PCゲーム『Wing&Wind』エンディングテーマ                                                   | 2001年 |
| みずいろ                            | PCゲーム『みずいろ』オープニングテーマ                                                    | 2001年 |
| ごめんね…                           | PCゲーム『みずいろ』挿入歌                                                                | 2001年 |
| ぎんいろ                            | PCゲーム『銀色 完全版』イメージソング                                                     | 2001年 |
| サイン                              | ドリームキャスト用ソフト『カナリア ～この想いを歌に乗せて～』綾菜ルートエンディングテーマ | 2001年 |
| ヒカリ                              | PCゲーム『ジサツのための101の方法』オープニングテーマ                                     | 2001年 |
| シアワセノサガシカタ                | PCゲーム『ジサツのための101の方法』エンディングテーマ                                     | 2001年 |
| ラブレター                          | PCゲーム『グリーングリーン』双葉ルートエンディングテーマ                                  | 2001年 |
| 星空                                | PCゲーム『グリーングリーン』早苗ルートエンディングテーマ                                  | 2001年 |
| sincerely                           | PCゲーム『PRIME GIRL』エンディングテーマ                                                  | 2001年 |
| Cherry Heart                        | PCゲーム『ぷちチェリー ～あなたといる季節～』主題歌                                       | 2001年 |
| 2人の未然形                         | PCゲーム『フーリガン』巫女姉妹ルートエンディングテーマ                                    | 2001年 |
| ニャンだふるわーるど!               | PCゲーム『けもの学園』オープニングテーマ                                                  | 2001年 |
| Dreaming Day's                      | PCゲーム『けもの学園』エンディングテーマ                                                  | 2001年 |
| Sweet Sweet                         | PCゲーム『みずいろ』イメージソング                                                        | 2001年 |
| 遠くへ                              | PCゲーム『みずいろ』イメージソング                                                        | 2001年 |
| あなたのところ                      | PCゲーム『グリーン・グリーン』イメージソング                                              | 2002年 |
| ガラスの鏡 ～顔冒険～               | PCゲーム『グリーン・グリーン』イメージソング                                              | 2002年 |
| Smile                               | ドリームキャスト用ソフト『みずいろ』挿入歌                                                | 2002年 |
| With                                | PCゲーム『TALK to TALK』オープニングテーマ                                                | 2002年 |
| 明日への距離                        | PCゲーム『TALK to TALK』エンディングテーマ                                                | 2002年 |
| 朝日の向こう                        | PCゲーム『501』エンディングテーマ                                                         | 2002年 |
| Shining                             | PCゲーム『ゆ・う・え・ん・ち』オープニングテーマ                                          | 2002年 |
| knot                                | PCゲーム『knot 〜絆の魔法〜』オープニングテーマ                                           | 2002年 |
| もう魔法はいらない                  | PCゲーム『knot ～絆の魔法～』エンディングテーマ                                           | 2002年 |
| to Be DASH!                         | PCゲーム『うにっち! Weenie Witches』オープニングテーマ                                    | 2002年 |
| We Need Your Power!                 | PCゲーム『うにっち! Weenie Witches』エンディングテーマ                                    | 2002年 |
| わたしのそらのいろ                  | OVA『みずいろ』ピンクパイナップル版オープニングテーマ                                     | 2002年 |
| こころのかけら                      | OVA『みずいろ』ピンクパイナップル版エンディングテーマ                                     | 2002年 |
| 2月の雨 ～「鳴る高架線」から～      | PCゲーム『みずいろ』イメージソング                                                        | 2002年 |
| diary                               | PCゲーム『Gonna Be??』エンディングテーマ                                                  | 2002年 |
| Memory on a beach                   | PCゲーム『Gonna Be??』エンディングテーマ                                                  | 2002年 |
| STAIRS                              | PCゲーム『STAIRS ～夏のちょっと前～』オープニングテーマ                                   | 2002年 |
| りんしゃらりん                      | PCゲーム『STAIRS ～夏のちょっと前～』エンディングテーマ                                   | 2002年 |
| ふにふに                            | PCゲーム『にゃんにゃこにゃん』オープニングテーマ                                          | 2002年 |
| TOO LATE                            | PCゲーム『魔女のお茶会』メグミルートエンディングテーマ                                    | 2002年 |
| 初恋                                | PCゲーム『初恋』オープニングテーマ                                                        | 2002年 |
| 想い                                | PCゲーム『初恋』エンディングテーマ                                                        | 2002年 |
| CODA                                | PlayStation 2用ソフト『Thread Colors ～さよならの向こう側～』オープニングテーマ           | 2002年 |
| Blue Bird                           | PlayStation 2用ソフト『Thread Colors ～さよならの向こう側～』挿入歌                       | 2002年 |
| 星のナミダ                          | PlayStation 2用ソフト『Thread Colors ～さよならの向こう側～』挿入歌                       | 2002年 |
| げっちゅきっちゅSummer              | PCゲーム『AQUA BLUE』オープニングテーマ                                                   | 2002年 |
| せつなさの風景                      | PCゲーム『D.C. 〜ダ・カーポ〜』イメージソング                                             | 2002年 |
| 夢影深遠                            | PCゲーム『ヤミと帽子と本の旅人』イメージソング                                            | 2002年 |
| Stitch -ガラスの糸-                 | PCゲーム『Stitch -掛け違えたボタン-』オープニングテーマ                                   | 2002年 |
| 空のつづき                          | OVA『みずいろ』ムービック版オープニングテーマ                                             | 2003年 |
| てのひらをたいように                | PCゲーム『てのひらを、たいように』オープニングテーマ                                      | 2003年 |
| あしたの約束                        | PCゲーム『てのひらを、たいように』エンディングテーマ                                      | 2003年 |
| 君と…                               | PCゲーム『セパレイトブルー』エンディングテーマ                                            | 2003年 |
| 風の中の青い鳥                      | PCゲーム『モエかん』オープニングテーマ                                                    | 2003年 |
| 遠い言葉                            | PCゲーム『モエかん』エンディングテーマ                                                    | 2003年 |
| if                                  | OVA『愛姉妹 〜二人の果実〜』エンディングテーマ                                            | 2003年 |
| the Black Box                       | PCゲーム『the Black Box』オープニングテーマ                                               | 2003年 |
| My Little Love                      | OVA『百鬼』エンディングテーマ                                                             | 2003年 |
| やさしさの始まる場所                | OVA『みずいろ』ムービック版エンディングテーマ                                             | 2003年 |
| フラフープ                          | PlayStation 2用ソフト『みずいろ』枝理ルートエンディングテーマ                             | 2003年 |
| 空に届く                            | PlayStation 2用ソフト『みずいろ』早苗ルートエンディングテーマ                             | 2003年 |
| Second Flight                       | テレビアニメ『おねがい☆ツインズ』オープニングテーマ                                       | 2003年 |
| Guri Guri                           | テレビアニメ『グリーングリーン』オープニングテーマ                                        | 2003年 |
| あなたがいるから                    | OVA『flutter of birds II 〜天使たちの翼〜』後篇エンディングテーマ                         | 2003年 |
| 僕と彼女とココロの欠片              | PCゲーム『僕と彼女とココロの欠片』オープニングテーマ                                      | 2003年 |
| 空への路                            | PCゲーム『Please teach! My Angel』主題歌                                                  | 2003年 |
| 空への路                            | PCゲーム『プリいも Please teach! My Sister』オープニングテーマ                            | 2003年 |
| ちいさなへや                        | PCゲーム『3LDK♥』エンディングテーマ                                                       | 2003年 |
| ありがとうの歌                      | PCゲーム『Ricotte 〜アルペンブルの歌姫〜』挿入歌                                          | 2003年 |
| 気まぐれこねこの歌                  | PCゲーム『Ricotte 〜アルペンブルの歌姫〜』挿入歌                                          | 2003年 |
| 幸せのMelody                        | PCゲーム『Ricotte 〜アルペンブルの歌姫〜』挿入歌                                          | 2003年 |
| ちいさなほしのおおきなゆめ          | PCゲーム『Ricotte 〜アルペンブルの歌姫〜』挿入歌                                          | 2003年 |
| チェリーレッドのピストル            | PCゲーム『FOLKLORE JAM』オープニングテーマ                                                | 2003年 |
| HACHIMITSU                          | PCゲーム『FOLKLORE JAM』エンディングテーマ                                                | 2003年 |
| my first summer                     | PCゲーム『夏色☆こみゅにけ〜しょん♪』オープニングテーマ                                    | 2003年 |
| 夏の終わりに                        | PCゲーム『夏色☆こみゅにけ〜しょん♪』エンディングテーマ                                    | 2003年 |
| First Step                          | PCゲーム『Arabica』オープニングテーマ                                                     | 2003年 |
| あおぞら                            | PCゲーム『Arabica』エンディングテーマ                                                     | 2003年 |
| パステルカラーの奇跡                | PCゲーム『あののの。～君と過ごしたあの日あの時あの未来～』エンディングテーマ              | 2003年 |
| Face of Fact -feel arrange ver.-    | PCゲーム『ねこねこファンディスク2』主題歌                                                 | 2003年 |
| 想いのきせき                        | PCゲーム『プリいも Please teach! My Sister』エンディングテーマ                            | 2003年 |
| かぜのパラソル                      | PCゲーム『ている・ている』主題歌                                                          | 2003年 |
| 永遠の星                            | テレビアニメ『グリーングリーン』イメージソング                                            | 2003年 |
| うららかsmile                       | テレビアニメ『おねがい☆ツインズ』イメージソング                                           | 2003年 |
| Pure Rainで伝えたい                 | テレビアニメ『おねがい☆ツインズ』イメージソング                                           | 2003年 |
| Desert-Duo                          | PCゲーム『朱 -Aka-』イメージソング                                                        | 2003年 |
| TRACE〜響きあえる場所               | PCゲーム『空色の風琴』オープニングテーマ                                                  | 2004年 |
| ETERNAL MEMORY 語り合うために       | PCゲーム『空色の風琴』エンディングテーマ                                                  | 2004年 |
| 鯨の国のお姫様                      | PCゲーム『空色の風琴』挿入歌                                                              | 2004年 |
| ガッデーム＆ジュテーム              | PCゲーム『ガッデーム&ジュテーム』オープニングテーマ                                       | 2004年 |
| Only your angel                     | PCゲーム『AngelWish～放課後の召使いにチュッ!～』オープニングテーマ                        | 2004年 |
| ただいま                            | OVA『初恋』エンディングテーマ                                                             | 2004年 |
| Photograph                          | テレビアニメ『おねがい☆ツインズ』イメージソング                                           | 2004年 |
| Angelic Symphony                    | PCゲーム『GALAXY ANGEL Eternal Lovers』オープニングテーマ                                 | 2004年 |
| Eternal Love 2004                   | PCゲーム『GALAXY ANGEL Eternal Lovers』エンディングテーマ                                 | 2004年 |
| Shining Stage                       | PCゲーム『Angel Egg』オープニングテーマ                                                   | 2004年 |
| I'm standing                        | PCゲーム『F 〜ファナティック〜』エンディングテーマ                                        | 2004年 |
| Stay -木漏れ日の中で-               | PlayStation 2用ソフト『木漏れ日の並木道』エンディングテーマ                               | 2004年 |
| なんてね76's                        | PCゲーム『ラムネ』オープニングテーマ                                                      | 2004年 |
| そらうた                            | PCゲーム『そらうた』主題歌                                                                | 2004年 |
| 夢                                  | PCゲーム『グリーングリーン2 恋のスペシャルサマー』ひまわりルートエンディングテーマ        | 2004年 |
| 終わりなきPrelude                   | PlayStation 2用ソフト『GALAXY ANGEL Eternal Lovers』エンディングテーマ                    | 2004年 |
| あなたにとどけ                      | ラジオ関西『佐藤裕美のヒロミデンパ』オープニングテーマ                                    | 2004年 |
| こえだちゃんのおはやっほー♪         | テレビアニメ『みどりのくにのこえだちゃん』オープニングテーマ                              | 2004年 |
| ぐーっとチョキパでいってらっしゃい! | テレビアニメ『みどりのくにのこえだちゃん』エンディングテーマ                              | 2004年 |
| 暁ノ空ヲ翔ル                        | テレビアニメ『グレネーダー 〜ほほえみの閃士〜』地上波版オープニングテーマ                 | 2005年 |
| 花のように                          | テレビアニメ『グレネーダー 〜ほほえみの閃士〜』地上波版エンディングテーマ                 | 2005年 |
| Angelica                            | ラジオ番組『佐藤裕美のヒロミデンパ』エンディングテーマ                                    | 2005年 |
| 忘却のノスタルジア                  | トレーディングカードゲーム『アクエリアンエイジ』イメージソング                            | 2005年 |
| SPARK 〜もどらない季節〜            | PCゲーム『思春期』オープニングテーマ                                                      | 2005年 |
| Milktea Kiss                        | PCゲーム『まじかるカナン -RISEA-』オープニングテーマ                                      | 2005年 |
| ときのゆりかご                      | PCゲーム『まじかるカナン -RISEA-』エンディングテーマ                                      | 2005年 |
| ハローグッバイ                      | PCゲーム『グリーングリーン3 ハローグッバイ』オープニングテーマ                            | 2005年 |
| 時代の無双花                        | テレビアニメ『機動新撰組 萌えよ剣』オープニングテーマ                                     | 2005年 |
| 夏色の願い                          | PCゲーム『はちみつ荘deほっぺにチュウ』主題歌                                              | 2005年 |
| リーナのタンポポ                    | テレビアニメ『創聖のアクエリオン』挿入歌                                                  | 2005年 |
| ZERO                                | PCゲーム『はぴねす!』主題歌                                                               | 2005年 |
| 運命の旋律                          | PCゲーム『夜刀姫斬鬼行』挿入歌                                                            | 2005年 |
| Always                              | PCゲーム『ボーイミーツガール』エンディングテーマ                                          | 2005年 |
| Tears in snow                       | PCゲーム『true tears』オープニングテーマ                                                  | 2005年 |
| MELODY 〜メロディ〜                 | ラジオ関西『ラジオトゥルーティアーズ るいと穂香の瑞鳳学園放送部(T_T)』オープニングテーマ  | 2005年 |
| むすんで、ひらいて                  | PCゲーム『むすんで、ひらいて』オープニングテーマ                                          | 2006年 |
| Dream Maker                         | ラジオ関西『佐藤ひろ美のコミデジ』オープニングテーマ                                      | 2006年 |
| with you...                         | PCゲーム『はぴねす! りらっくす』エンディングテーマ                                        | 2006年 |
| Cause your love 〜白いmelody〜      | Playstation 2用ソフト『ギャラクシーエンジェルII 絶対領域の扉』エンディングテーマ          | 2006年 |
| Harmony 〜僕の歌がとどいたなら〜    | PCゲーム『Chanter -キミの歌がとどいたら-』エンディングテーマ                              | 2006年 |
| Venus Dream                         | テレビアニメ『護くんに女神の祝福を!』エンディングテーマ                                   | 2006年 |
| エーデルワイス                      | PCゲーム『エーデルワイス』みずきルートエンディングテーマ                                  | 2006年 |
| Forget-me-not                       | テレビアニメ『ウィンターガーデン』オープニングテーマ                                      | 2006年 |
| ダカラパンチ!                       | PCゲーム『エーデルワイス』イメージソング                                                  | 2007年 |
| 顔ロード 〜第6章〜                  | PCゲーム『エーデルワイス』イメージソング                                                  | 2007年 |
| ZWEI WORTER ～僕らの世界～          | PCゲーム『Zwei Worter』オープニングテーマ                                                 | 2007年 |
| Eternal promise                     | PCゲーム『Zwei Worter』エンディングテーマ                                                 | 2007年 |
| サヨナラ                            | テレビアニメ『ムシウタ』エンディングテーマ                                                | 2007年 |
| REVOLUTION -超革命-                 | カードゲーム『プロジェクト レヴォリューション』イメージソング                             | 2007年 |
| 銀色のアルカディア                  | ドラマCD『ムシウタbug』オープニングテーマ                                                 | 2007年 |
| 荒野のヒース (リーナ・ルーンVer.)   | パチスロ『フィーバー 創聖のアクエリオン』大当りテーマソング                               | 2007年 |
| One Dream                           | PCゲーム『ツナガル★バングル』オープニングテーマ                                           | 2007年 |
| ツナガル☆ミライ                     | PCゲーム『ツナガル★バングル』エンディングテーマ                                           | 2007年 |
| キミ=ハート♥                        | PlayStation 2用ソフト『あねいも2H’s』オープニングテーマ                                   | 2008年 |
| MY HONEY SPRING                     | PCゲーム『春色☆こみゅにけ～しょん♪』主題歌                                                | 2008年 |
| 太陽ノ紅響曲                        | PlayStation 2用ソフト『ギャラクシーエンジェルII 永劫回帰の刻』オープニングテーマ -side H- | 2008年 |
| INTENTION                           | PlayStation 2用ソフト『ギャラクシーエンジェルII 永劫回帰の刻』挿入歌                      | 2008年 |
| 大スキ!のち大スキ!                  | PCゲーム『ツナバン♥らぶみくす』エンディングテーマ                                         | 2008年 |
| アンバーワールド                    | PCゲーム『アンバークォーツ』オープニングテーマ                                            | 2008年 |
| 夏の終わりに                        | PCゲーム『ほしうた』エンディングテーマ                                                    | 2008年 |
| 祝福のカンパネラ                    | PCゲーム『祝福のカンパネラ』オープニングテーマ                                            | 2009年 |
| 消えないひこうき雲                  | PCゲーム『にーづまかぷりっちょ!』エンディングテーマ                                       | 2009年 |
| 茜色                                | PCゲーム『かぎろひ ～勺景～』オープニングテーマ                                           | 2009年 |
| Promise ～月夜の記憶～              | PCゲーム『マジスキ ～Marginal Skip～』オープニングテーマ                                  | 2009年 |
| ふたりで…                           | PCゲーム『77 〜And, two stars meet again〜』エンディングテーマ                            | 2009年 |
| そらいろ                            | PCゲーム『そらいろ』オープニングテーマ                                                    | 2009年 |
| TOMODACHI                           | PCゲーム『空を飛ぶ、7つ目の魔法。』エンディングテーマ                                     | 2009年 |
| こわれかけのオルゴール              | 劇場アニメ『こわれかけのオルゴール』挿入歌                                                | 2009年 |
| 敬一郎の思い                        | 劇場アニメ『こわれかけのオルゴール』イメージソング                                        | 2009年 |
| 夏のファンタジア                    | PCゲーム『黄昏のシンセミア』オープニングテーマ                                            | 2010年 |
| Believe forever                     | PCゲーム『涼風のメルト -Where wishes are drawn to each other-』オープニングテーマ         | 2010年 |
| 祝祭のカンパネラ!                   | PCゲーム『祝祭のカンパネラ!』オープニングテーマ                                           | 2010年 |
| 望郷歌 ～まほろば～                 | PCゲーム『神楽幻想譚 ～妖かしの姫～』オープニングテーマ                                   | 2010年 |
| 迷いの森                            | PCゲーム『グリザイアの果実』蒔菜ルートエンディングテーマ                                  | 2011年 |
| Melty Air                           | PCゲーム『舞風のメルト -Where leads to feeling destination–』オープニングテーマ           | 2011年 |
| Dancing in the Moment               | PCゲーム『恋ではなく―― It's not love, but so where near.』エンディングテーマ              | 2011年 |
| カケラ                              | PCゲーム『理 -コトワリ- ～キミの心の零れた欠片～』エンディングテーマ                      | 2011年 |
| strong enough                       | PCゲーム『すたどる!』オープニングテーマ&NoELテーマソング                                  | 2012年 |
| believe in you                      | PCゲーム『カミカゼ☆エクスプローラー!』エンディングテーマ                                  | 2012年 |
| 春風に願いを                        | PCゲーム『D.C.III ～ダ・カーポIII～』ヒロインルートエンディングテーマ                     | 2012年 |
| 夏果                                | PCゲーム『ものべの』オープニングテーマ                                                    | 2012年 |
| 紅舞 ～くれないまう～               | PCゲーム『紅神楽』オープニングテーマ                                                      | 2012年 |
| One-Chance!!                        | PCゲーム『ピュアガール』オープニングテーマ                                                | 2012年 |
| Witch's Garden                      | PCゲーム『ウィッチズガーデン』オープニングテーマ                                          | 2012年 |
| Prologue                            | PCゲーム『ウィッチズガーデン』エンディングテーマ                                          | 2012年 |
| Call to me, Call for you            | PCゲーム『LOVELY×CATION2』オープニングテーマ                                              | 2013年 |
| 回帰新星 -recurrent nova-           | イベント『Please! 10th Anniversary Final event "summer wind"』用特別ソング                | 2013年 |
| 回帰新星 -recurrent nova-           | OVA『おねがい☆ティーチャー 特別編 ～Experience～』オープニングテーマ                      | 2013年 |
| 夏風ノスタルジア                    | イベント『Please! 10th Anniversary Final event "summer wind"』用特別ソング                | 2013年 |
| 夏風ノスタルジア                    | OVA『おねがい☆ツインズ 特別編 ～Relations～』オープニングテーマ                           | 2013年 |
| forget me not                       | PCゲーム『グリーングリーン OVERDRIVE EDITION』早苗ルートエンディングテーマ                | 2013年 |
| 顔計算                              | PCゲーム『グリーングリーン OVERDRIVE EDITION』亜里紗イメージソング                        | 2013年 |
| 夢、遥か ～散りゆく花～             | PCゲーム『戦国†恋姫 ～乙女絢爛☆戦国絵巻～』挿入歌                                         | 2013年 |
| First Story                         | ブラウザゲーム『アイドル☆シチュエーション』主題歌                                         | 2014年 |
| My 1st Love                         | PCゲーム『春風センセーション!』エンディングテーマ                                         | 2014年 |
| 赤い導                              | PCゲーム『夏神楽 リメイク版』オープニングテーマ                                           | 2014年 |
| ウィザーズコンプレックス            | PCゲーム『ウィザーズコンプレックス』オープニングテーマ                                    | 2016年 |
| 自由の翅                            | PCゲーム『月影のシミュラクル』オープニングテーマ                                          | 2016年 |
| RING ON BOUQUET                     | PCゲーム『Deep Love Diary -恋人日記-』オープニングテーマ                                  | 2016年 |
| きみと僕の小さな願い                | PCゲーム『グリザイア:ファントムトリガー』エンディングテーマ                               | 2016年 |
| ゴールデンゴッド                    | Webアニメ『ゴールデンゴッド』オープニングテーマ                                           | 2023年 |

### 参加作品
| 発売日         | 商品名                                                                              | 歌                | 楽曲 | 備考                                                              |
| -------------- | ----------------------------------------------------------------------------------- | ----------------- | --- | ----------------------------------------------------------------- |
| 2000年8月23日  | カナリア オリジナルサウンドトラック                                                 | 佐藤裕美          | 「シールド」 「カナリア (綾菜バージョン)」 | PCゲーム『カナリア 〜この想いを歌に乗せて〜』エンディング・テーマ |
| 2000年12月21日 | 銀色 劇本的音楽 美工的細加白色音楽! オリジナルサウンドトラック                      | 佐藤裕美          | 「こころのゆくさき」 「忘れ物、見つけた」 | PCゲーム『銀色〜ぎんいろ〜』主題歌                                |
| 2001年2月21日  | 真・女神転生 デビチル キャラクターズボーカルファイル                                | 佐藤裕美          | 「Please!〜Image Song of ベールII〜」 | PCゲーム『カナリア 〜この想いを歌に乗せて〜』関連曲               |
| 2001年3月16日  | Wing&Wind Special Music Disc                                                        | 佐藤裕美          | 「Wind Time」 「羽音」 | PCゲーム『Wing&Wind』主題歌                                       |
| 2001年3月16日  | みずいろ オリジナル・サウンドトラック                                               | 佐藤裕美          | 「みずいろ」 「ごめんね…」 | PCゲーム『みずいろ』主題歌                                        |
| 2001年9月5日   | カナリア〜この想いを歌に乗せて〜 ボーカルアルバム Smile for you                     | 佐藤裕美          | 「サイン」 | PCゲーム『カナリア〜この想いを歌に乗せて〜』主題歌                |
| 2001年12月29日 | ぷちチェリー〜あなたといる季節〜                                                    | 佐藤裕美          | 「Cherry Heart」 「Cherry Heart simple life mix」 | PCゲーム『ぷちチェリー〜あなたといる季節〜』オープニング・テーマ  |
| 2001年12月29日 | GREEN GREEN ORIGINAL SOUNDTRACK                                                     | 佐藤裕美          | 「ラブレター」 「星空」 | PCゲーム『グリーン・グリーン』関連曲                              |
| 2001年12月29日 | みずいろ みんなのうた キャラクターアルバム                                          | 佐藤裕美          | 「みずいろ（アコースティック・バージョン）」 | PCゲーム『みずいろ』関連曲                                        |
| 2001年12月29日 | HOOLIGANS ORIGINAL SOUND TRACK                                                      | 佐藤裕美          | 「2人の未然形」 | PCゲーム『フーリガン』エンディング・テーマ                        |
| 2002年3月27日  | グリーン グリーン ボーカルアルバム 鐘ノ音ラバー                                     | 佐藤裕美          | 「星空（アコースティックVer）」 「あなたのところ」 「ガラスの鏡 〜顔冒険〜」                                                                                 | PCゲーム『グリーン・グリーン』関連曲                              |
| 2002年3月28日  | みずいろ公式しょんぼりガイド                                                        | 佐藤裕美          | 「みずいろ」 「Smile」 「スカーレット -Hiromix Ver.-」 | PCゲーム『みずいろ』関連曲                                        |
| 2002年4月29日  | Bless Arrange Album "Flavory"                                                       | 佐藤裕美          | 「VANITY -Flavory Ver.-」 「fade +rebirth+」 |                                                                   |
| 2002年5月22日  | TALK to TALK オリジナル サウンドトラック                                            | 佐藤裕美          | 「With」 「明日への距離」 | PCゲーム『TALK to TALK』主題歌                                    |
| 2002年6月26日  | 426よんにいろく オリジナル サウンドトラック                                         | 佐藤裕美          | 「朝日の向こう」 |                                                                   |
| 2002年7月21日  | milktub Self Re-Mix                                                                 | 佐藤裕美          | 「ラブレター (Self Re-Mix)」 「星空 (Self Re-Mix)」 |                                                                   |
| 2002年7月24日  | ゆ・う・え・ん・ち オリジナルサウンドトラック                                       | 佐藤裕美          | 「SHINE」 | PCゲーム『ゆ・う・え・ん・ち』オープニング・テーマ                |
| 2002年7月26日  | knot Original Sound Track -Piece Of Memories-                                       | 佐藤裕美          | 「knot」 「もう魔法はいらない」 | PCゲーム『ゆ・う・え・ん・ち』主題歌                              |
| 2002年8月9日   | わたしのそらのいろ                                                                  | 佐藤裕美          | 「わたしのそらのいろ」 「こころのかけら」 | OVA『みずいろ』主題歌                                             |
| 2002年8月9日   | なつこれ2002                                                                        | 佐藤裕美          | 「見上げた空の蒼」 「sweet kiss」 「ニャンだふるわーるど!」 「Dreaming Day's」 「to Be DASH!」 「We Need Your Power!」 「Dreaming Day's 〜Unplugged Ver.〜」 |                                                                   |
| 2002年8月20日  | みずいろ みんなのうた2 キャラクターアルバム                                         | 佐藤裕美          | 「2月の雨 〜「鳴る高架線」から〜」 | PCゲーム『みずいろ』イメージソング                                |
| 2002年8月20日  | STAIRS 〜夏のちょっと前〜 オリジナル サウンドトラック                               | 佐藤裕美          | 「STAIRS」 「りんしゃらりん」 | PCゲーム『STAIRS〜夏のちょっと前〜』主題歌                        |
| 2002年10月23日 | 魔女のお茶会 オリジナル サウンドトラック                                            | 佐藤裕美          | 「TOO LATE」 | PCゲーム『魔女のお茶会』エンディング・テーマ                      |
| 2002年12月20日 | AQUA BLUE MAXI SINGLE                                                               | 佐藤裕美          | 「げっちゅきっちゅSummer」 | PCゲーム『AQUA BLUE』オープニング・テーマ                         |
| 2002年11月1日  | 戯画 オープニングサウンドトラック2001-2002                                          | 佐藤裕美          | 「Cherry Heart」 「げっちゅきっちゅSummer (ショートサイズ)」                                                                                                 |                                                                   |
| 2002年11月14日 | Thread Colors ～さよならの向こう側～ 主題歌/挿入歌ミニアルバム「MY GRADUATION DAY」 | 佐藤裕美          | 「CODA」 「Blue Bird」 「星のナミダ」 | PS2ゲーム『Thread Colors〜さよならの向こう側〜』関連曲            |
| 2002年11月22日 | Songs from D.C.〜ダ・カーポ〜                                                       | 佐藤裕美          | 「せつなさの風景」 |                                                                   |
| 2003年2月14日  | ピンクパイナップル アニメーションソング・ファイル                                   | 佐藤裕美          | 「if」 | OVA『愛姉妹2 〜二人の果実〜』エンディング・テーマ                 |
| 2003年2月28日  | ゲーム同梱CD Hiromi Sato the Black Box                                              | 佐藤裕美          | 「the Black Box」 | PCゲーム『the Black Box』オープニング・テーマ                     |
| 2003年3月19日  | モエかん オリジナルサウンドトラック                                                 | 佐藤裕美          | 「風の中の青い鳥」 「遠い言葉」 | PC/PS2/DCゲーム『モエかん』関連曲                                 |
| 2003年3月28日  | 初恋 オリジナルサウンドトラックアルバム                                             | 佐藤裕美          | 「初恋」 | PCゲーム『初恋』オープニングテーマ                                |
| 2003年3月28日  | 初恋 オリジナルサウンドトラックアルバム                                             | 佐藤裕美 & KIRIKO | 「想い」 | PCゲーム『初恋』エンディングテーマ                                |
| 2003年4月23日  | セパレイトブルー オリジナルサウンドトラック                                         | 佐藤裕美          | 「君と…」 | PCゲーム『セパレイトブルー』エンディングテーマ                    |
| 2003年5月1日   | グリーングリーン オリジナルサウンドヴォーカルアルバム 鐘ノ音ヘブン                  | 佐藤裕美          | 「空に届く」 「フラフープ」 | PCゲーム『グリーングリーン』関連曲                                |
| 2003年5月30日  | てのひらを、たいように オリジナルサウンドトラック                                   | 佐藤裕美          | 「てのひらをたいように」 | PCゲーム『てのひらを、たいように』オープニングテーマ              |
| 2003年8月15日  | 3LDK♥ オリジナルサウンドトラック                                                    | 佐藤裕美          | 「ちいさなへや」 | PCゲーム『3LDK♥』エンディングテーマ                               |
| 2003年10月24日 | FOLKLORE JAM オリジナルサウンドトラック                                             | 佐藤裕美          | 「チェリーレッドのピストル」 「HACHIMITSU」 | PCゲーム『FOLKLORE JAM』関連曲                                    |
| 2003年12月17日 | Kanenone Jam 02                                                                     | 佐藤裕美          | 「永遠の星」 | PCゲーム『グリーングリーン』関連曲                                |
| 2003年12月17日 | おねがい☆ツインズ イメージヴォーカルアルバム Esquisse                               | 佐藤裕美          | 「うららかsmile」 「Pure Rainで伝えたい」 | テレビアニメ『おねがい☆ツインズ』関連曲                           |
| 2003年12月26日 | 朱 -Aka- オリジナルサウンドトラック プリミティヴ                                    | YURIA、佐藤裕美   | 「Desert-Duo」 | PCゲーム『朱 -Aka-』関連曲                                        |
| 2003年4月23日  | 夏色☆こみゅにけ〜しょん♪ オリジナルサウンドトラック                                 | 佐藤裕美          | 「my first summer」 「夏の終わりに…」 | PCゲーム『夏色☆こみゅにけ〜しょん♪』関連曲                        |
| 2004年2月19日  | feel -feel vocal showcase:001-                                                      | 佐藤裕美          | 「パステルカラーの奇跡」 「my first summer」 「チェリーレッドのピストル」                                                                                    |                                                                   |
| 2004年3月26日  | 空色の風琴 VOCAL COLLECTION                                                         | 佐藤裕美          | 「TRACE-響きあえる場所」 「鯨の国のお姫様」 「ETERNAL MELODY 語り合うために」                                                                                | PCゲーム『空色の風琴』関連曲                                      |
| 2004年6月3日   | シークエンスパラディウム3～泡沫の天地～ サウンド・ウェア                            | 佐藤裕美          | 「Crescendo Vento (vocal version)」 | PCゲーム『シークエンス・パラディウム』関連曲                      |

#### 2000年
- カナリア オリジナルサウンドトラック
  - カナリア（綾菜バージョン）
    - 作詞：桑島由一 / 作曲・編曲：上松範康

  - シールド
    - PCゲーム『カナリア 〜この想いを歌に乗せて〜』EDテーマ
    - 作詞：桑島由一 / 作曲・編曲：上松範康

2000年8月23日 / ABCA-67
- 銀色 劇本的音楽 美工的細加白色音楽! オリジナルサウンドトラック
  - こころのゆくさき
    - PCゲーム『銀色〜ぎんいろ〜』OPテーマ
    - 作詞・作曲：SIMO

  - 忘れ物、見つけた
    - PCゲーム『銀色〜ぎんいろ〜』EDテーマ
    - 作詞：せいやん / 作曲：Ebi

2000年12月21日 / ABCA-72

#### 2001年
- 真・女神転生 デビチル キャラクターズボーカルファイル
  - Please!〜Image Song of ベールII〜
    - テレビアニメ『真・女神転生 デビチル』イメージソング
    - 作詞：松本有加 / 作曲：吉俣良・田村謙 / 編曲：田村謙

2001年2月21日 / FSCA-10165
- Wing&Wind Special Music Disc
  - Wind Time
    - PCゲーム『Wing&Wind』OPテーマ
    - 作詞：秋津環 / 作曲：よっぴ / 編曲：河辺健宏

  - 羽音
    - PCゲーム『Wing&Wind』EDテーマ
    - 作詞：秋津環 / 作曲・編曲：ClapScrap

2001年3月16日 / MESSE-003 / メッセサンオー購入特典
- みずいろ オリジナル・サウンドトラック
  - みずいろ
    - PCゲーム『みずいろ』OPテーマ
    - 作詞：片岡とも / 作曲・編曲：河辺健宏

  - ごめんね…
    - PCゲーム『みずいろ』挿入歌
    - 作詞：片岡とも / 作曲・編曲：河辺健宏

2001年5月23日 / KICA-5054 / キングレコード
- カナリア〜この想いを歌に乗せて〜 ボーカルアルバム Smile for you
  - サイン
    - PCゲーム『カナリア〜この想いを歌に乗せて〜』エンディングテーマ
    - 作詞：桑島由一 / 作曲：工藤洋岳 / 編曲：河辺健宏

2001年9月5日 / KMCA-116
- ぷちチェリー〜あなたといる季節〜
  - Cherry Heart
    - PCゲーム『ぷちチェリー〜あなたといる季節〜』OPテーマ
    - 作詞：浜田英明 / 作曲：Unison Sound Team / 編曲：CATS

  - Cherry Heart simple life mix
    - 作詞：浜田英明 / 作曲：Unison Sound Team / 編曲：R.H

2001年12月29日 / ABCA-86
- GREEN GREEN ORIGINAL SOUNDTRACK
  - ラブレター
    - 作詞：ヤマグチノボル / 作曲：milktub / 編曲：上松範康

  - 星空
    - 作詞：桑島由一 / 作曲：milktub / 編曲：上松範康

2001年12月29日 / KICA-1254 / キングレコード
- みずいろ みんなのうた キャラクターアルバム
  - みずいろ（アコースティック・バージョン）
    - 作詞：片岡とも / 作曲・編曲：河辺健宏

2001年12月29日 / NEKO-MINNA
- HOOLIGANS ORIGINAL SOUND TRACK
  - 2人の未然形
    - PCゲーム『フーリガン』EDテーマ
    - 作詞：たけうちこうた / 作曲・編曲：上松範康

2001年12月29日 / KICA-1255

#### 2002年
- グリーン グリーン ボーカルアルバム 鐘ノ音ラバー
  - 星空（アコースティックVer）
    - 作詞：桑島由一 / 作曲：一番星☆光 / 編曲：上松範康

  - あなたのところ
    - PCゲーム『グリーン・グリーン』イメージソング
    - 作詞：桑島由一 / 作曲：一番星☆光 / 編曲：上松範康

  - ガラスの鏡 〜顔冒険〜
    - PCゲーム『グリーン・グリーン』イメージソング
    - 作詞：桑島由一 / 作曲：一番星☆光 / 編曲：上松範康

2002年3月27日 / KICA-1262 / キングレコード
- みずいろ公式しょんぼりガイド
  - みずいろ
  - Smile
    - PCゲーム『みずいろ』イメージソング
    - 作詞：東トナタ / 作曲・編曲：河辺健宏

  - スカーレットHiromix Ver.
    - 作詞：片岡とも / 作曲・編曲：上松範康

2002年3月28日 / NEKO-SHOBO
- Bless Arrange Album"Flavory"
  - VANITY -Flavory Ver.-
    - 作詞：master・KING / 作曲：アッチョリケ

  - fade +rebirth+
    - 作詞・作曲：KING

2002年4月29日 / BS2000-01F
- TALK to TALK オリジナル サウンドトラック
  - With
    - PCゲーム『TALK to TALK』OPテーマ
    - 作詞：秋津環 / 作曲：Cresc

  - 明日への距離
    - PCゲーム『TALK to TALK』EDテーマ
    - 作詞：秋津環 / 作曲：Cresc

2002年5月22日 / KICA-1265 / キングレコード
- 426よんにいろく オリジナル サウンドトラック
  - 朝日の向こう
    - 作詞：佐藤裕美 / 作曲・編曲：上松範康

2002年6月26日 / KICA-1268〜1269 / キングレコード
- milktub Self Re-Mix
  - ラブレター（Self Re-Mix）
    - 作詞：ヤマグチノボル / 作曲：milktub / 編曲：一番星☆光

  - 星空（Self Re-Mix）
    - 作詞：桑島由一 / 作曲：一番星☆光 / 編曲：一番星☆光

2002年7月21日 / MTCD-02
- ゆ・う・え・ん・ち オリジナルサウンドトラック
  - SHINE
    - PCゲーム『ゆ・う・え・ん・ち』OPテーマ
    - 作詞：倉林章 / 作曲・編曲：景家淳

2002年7月24日 / ABCA-93
- knot Original Sound Track -Piece Of Memories-
  - knot
    - PCゲーム『knot ～絆の魔法～』OPテーマ
    - 作詞：GARAKO / 作曲・編曲：ClapScrap

  - もう魔法はいらない
    - PCゲーム『knot ～絆の魔法～』EDテーマ
    - 作詞：Sweet Hooligan / 作曲・編曲：なかちゃん

2002年7月26日/ DAI-020301 / 初回購入特典
- わたしのそらのいろ
  - わたしのそらのいろ
    - OVA『みずいろ』OPテーマ
    - 作詞：佐藤裕美 / 作曲・編曲：上松範康

  - こころのかけら
    - OVA『みずいろ』EDテーマ
    - 作詞：佐藤裕美 / 作曲・編曲：藤間仁

2002年8月9日 / KSCA-59152
- なつこれ2002
  - 見上げた空の蒼
    - PCゲーム『すいすいsweet』EDテーマ
    - 作詞：SAY / 作曲：Ebi

  - sweet kiss
    - PCゲーム『すいすいsweet』OPテーマ
    - 作詞：SAY / 作曲・編曲：Loser

  - ニャンだふるわーるど!
    - PCゲーム『けもの学園』OPテーマ
    - 作詞：SAY / 作曲・編曲：Loser

  - Dreaming Day's
    - PCゲーム『けもの学園』EDテーマ
    - 作詞：SAY / 作曲・編曲：SIMO

  - to Be DASH!
    - PCゲーム『うにっち!』OPテーマ
    - 作詞：下地和彦・SAY / 作曲・編曲：下地和彦

  - We Need Your Power!
    - PCゲーム『うにっち!』EDテーマ
    - 作詞・作曲：下地和彦

  - Dreaming Day's 〜Unplugged Ver.〜
    - 作詞：SAY / 作曲・編曲：Ebi

2002年8月9日 / TACREC-0012
- みずいろ みんなのうた2 キャラクターアルバム
  - 2月の雨 〜「鳴る高架線」から〜
    - PCゲーム『みずいろ』イメージソング
    - 作詞：佐藤裕美 / 作曲：えび / 編曲：藤間仁

2002年8月20日 / NEKO-MINA2
- STAIRS〜夏のちょっと前〜 オリジナル サウンドトラック
  - STAIRS
    - PCゲーム『STAIRS〜夏のちょっと前〜』OPテーマ
    - 作詞：ふじわらしん / 作曲・編曲：景家淳

  - りんしゃらりん
    - PCゲーム『STAIRS〜夏のちょっと前〜』EDテーマ
    - 作詞・作曲：上松範康

2002年10月23日 / KICA-1277
- 魔女のお茶会 オリジナル サウンドトラック
  - TOO LATE
    - 作詞：桑島由一 / 作曲・編曲：藤間仁
    - PCゲーム『魔女のお茶会』EDテーマ

2002年10月23日 / KICA-1279
- 初恋
  - 初恋
    - PCゲーム『初恋』OPテーマ
    - 作詞・作曲・編曲：上松範康

2002年10月25日 / RUNE-011M
- AQUA BLUE MAXI SINGLE
  - げっちゅきっちゅSummer
    - PCゲーム『AQUA BLUE』OPテーマ
    - 作詞・作曲：上松範康 / 編曲：藤間仁

2002年12月20日 / GIGA-021221 / 戯画
- 戯画 オープニングサウンドトラック2001-2002
  - Cherry Heart
  - げっちゅきっちゅSummer（ショートサイズ）

2002年11月1日 / GIGA-021027 / 戯画
- Thread Colors ～さよならの向こう側～ 主題歌/挿入歌ミニアルバム「MY GRADUATION DAY」
  - CODA
    - PS2ゲーム『Thread Colors〜さよならの向こう側〜』OPテーマ
    - 作詞・作曲・編曲：菅原幸枝

  - Blue Bird
    - PS2ゲーム『Thread Colors〜さよならの向こう側〜』挿入歌
    - 作詞・作曲・編曲：菅原幸枝

  - 星のナミダ
    - PS2ゲーム『Thread Colors〜さよならの向こう側〜』挿入歌
    - 作詞・作曲・編曲：菅原幸枝

2002年11月14日 / D3TC-01
- Songs from D.C.〜ダ・カーポ〜
  - せつなさの風景

2002年11月22日 / LACA-5136 / Lantis

#### 2003年
- ピンクパイナップル アニメーションソング・ファイル
  - if
    - OVA『愛姉妹2 〜二人の果実〜』EDテーマ
    - 作詞・作曲・編曲：上松範康

2003年2月14日 / KSCA-59154 / ピンクパイナップル
- Hiromi Sato the Black Box
  - the Black Box
    - PCゲーム『the Black Box』OPテーマ
    - 作詞：畑亜貴 / 作曲・編曲：藤田淳平

2003年2月28日 / SPI-0051 / SPIEL / ゲーム同梱
- モエかん オリジナルサウンドトラック
  - 風の中の青い鳥
  - 遠い言葉
    - PC / PS2 / DCゲーム『モエかん』EDテーマ
    - 作詞：SCA自 / 作曲・編曲：BLASTERHEAD

2003年3月19日 / SCDC-00257
- 初恋　オリジナルサウンドトラックアルバム
  - 初恋
  - 想い
    - PCゲーム『初恋』EDテーマ
    - 歌：佐藤裕美&KIRIKO / 作詞・作曲：上松範康 / 編曲：藤間仁

2003年3月28日 / FXCL-1002
- セパレイトブルー オリジナルサウンドトラック
  - 君と…
    - PCゲーム『セパレイトブルー』EDテーマ
    - 作詞：MOKA / 作曲・編曲：上松範康

2003年4月23日 / SCDC-00264
- グリーングリーン オリジナルサウンドヴォーカルアルバム 鐘ノ音ヘブン
  - 空に届く
  - フラフープ

2003年5月1日 / LACA-5163 / Lantis
- てのひらを、たいように オリジナルサウンドトラック
  - てのひらをたいように
    - PCゲーム『てのひらを、たいように』OPテーマ
    - 作詞：Clear / 作曲：cresc

  - 明日の約束
    - PCゲーム『てのひらを、たいように』EDテーマ
    - 作詞：Clear / 作曲：cresc

2003年5月30日 / CLR-4004
- シングル「Second Flight」
  - Second Flight
    - テレビアニメ『おねがい☆ツインズ』OPテーマ
    - 歌：KOTOKO・佐藤裕美 / 作詞：KOTOKO / 作曲：高瀬一矢 / 編曲：高瀬一矢、中沢伴行

2003年7月24日 / LACM-4101 / Lantis
- 3LDK♥ オリジナルサウンドトラック
  - ちいさなへや
    - PCゲーム『3LDK♥』EDテーマ
    - 作詞：上松範康 / 作曲・編曲：藤間仁

2003年8月15日 / SG-03188
- FOLKLORE JAM オリジナルサウンドトラック
  - チェリーレッドのピストル
  - HACHIMITSU
    - PCゲーム『FOLKLORE JAM』 EDテーマ
    - 作詞・作曲：上松範康 / 編曲：藤田淳平

2003年10月24日 / Will-090O
- Kanenone Jam 02
  - 永遠の星
    - PCゲーム『グリーングリーン』早苗イメージソング
    - 作詞：佐藤裕美 / 作曲・編曲：上松範康

2003年12月17日 / PCCG-00627 / ポニーキャニオン
- おねがい☆ツインズ イメージヴォーカルアルバム  Esquisse
  - うららかsmile
  - Pure Rainで伝えたい

2003年12月26日 / LACA-5241 / Lantis
- 朱 -Aka- オリジナルサウンドトラック プリミティヴ
  - Desert-Duo
    - 歌：YURIA・佐藤裕美 / 作詞：片岡とも / 作曲：milktub / 編曲：藤間仁

2003年12月26日 / LACA-9033〜9034 / Lantis
- 夏色☆こみゅにけ〜しょん♪ オリジナルサウンドトラック
  - my first summer
  - 夏の終わりに…

2003年12月26日 / LACA-5246 / Lantis

#### 2004年
- feel -feel vocal showcase:001-
  - パステルカラーの奇跡
    - PCゲーム『あののの。～君と過ごしたあの日あの時あの未来～』EDテーマ
    - 作詞：紗英 / 作曲・編曲：藤間仁

  - my first summer
  - チェリーレッドのピストル

2004年2月19日 / FXCL-1005 / feel records
- 空色の風琴 VOCAL COLLECTION
  - TRACE-響きあえる場所
  - 鯨の国のお姫様
    - PC / PS2ゲーム『空色の風琴』挿入歌
    - 作詞：春菜ななこ&reico / 作曲：reico / 編曲：Yoshito Hata

  - ETERNAL MELODY 語り合うために
    - PC / PS2ゲーム『空色の風琴』EDテーマ
    - 作詞：かなすぎはじめ&Bun Yoshida / 作曲：Bun Yoshida / 編曲：Yoshito Hata

2004年3月26日 / LOTUS CD 003
- シークエンスパラディウム3～泡沫の天地～　サウンド・ウェア
  - Crescendo Vento (vocal version)
    - 作詞：Nima / 作曲：齋藤博人

2004年6月3日 / KGD-04063
- Ricotte 〜アルペンブルの歌姫〜 オリジナルサウンドトラック
  - 気まぐれこねこの歌
    - PCゲーム『Ricotte 〜アルペンブルの歌姫〜』挿入歌
    - 作詞・作曲：上松範康 / 編曲：藤間仁

  - ちいさなほしのおおきなゆめ
    - PCゲーム『Ricotte 〜アルペンブルの歌姫〜』挿入歌
    - 作詞・作曲：上松範康 / 編曲：藤間仁

  - 幸せのMelody
    - PCゲーム『Ricotte 〜アルペンブルの歌姫〜』OPテーマ
    - 作詞・作曲・編曲：上松範康

  - ありがとうの歌

2004年6月25日 / RUNE-014ST
- Angel Egg オリジナルサウンドトラック
  - Shining Stage
    - PCゲーム『Angel Egg』OPテーマ
    - 作詞：佐藤裕美 / 作曲・編曲：河辺健宏

2004年6月25日 / YI-001-DA / 初回購入特典
- 木漏れ日の並木道 ～移り変わる季節の中で～ 初回限定版特典 DRAMA＆SOUNDTRACKS
  - Stay -木漏れ日の中で-
    - PS2ゲーム『木漏れ日の並木道 ～移り変わる季節の中で～』OPテーマ
    - 歌：佐藤裕美&YURIA / 作詞・作曲：Bun Yoshida / 編曲：Yoshito hata

2004年7月29日 / GN-04001
- F～ファナティック～ Sound Collection
  - I'm standing
    - Windows / PS2ゲーム『F 〜ファナティック〜』EDテーマ
    - 作詞：Bun Yoshida&hajime kanasugi / 作曲：Bun Yoshida / 編曲：Yoshito Hata

2004年7月29日 / ZSPS-0012~3
- AngelWish～放課後の召使いにチュッ!～ ORIGINAL SOUND TRACK♪
  - Only your angel
    - PCゲーム『AngelWish～放課後の召使いにチュッ!～』OPテーマ
    - 作詞：JOE / 作曲・編曲：CAY

2004年8月13日 / FSCD-0001
- グリーングリーン2 恋のスペシャルサマー オリジナルサウンドトラック 鐘ノ音ビート
  - 夢
    - 作詞：桑島由一 / 作曲：milktub / 編曲：ms-jacky

2004年12月22日 / LACA-5339 / Lantis

#### 2005年
- おねがい☆ツインズ オリジナルサウンドトラック集 Photograph
  - Second Flight（TV Size）
  - Photograph
    - 作詞・作編曲：上松範康

2005年2月23日 / LACA-9049〜9050 / Lantis
- ぱれおと！ PALETTE 2002-2005 sound track
  - 夏色の願い
    - PCゲーム『はちみつ荘deほっぺにチュウ』OPテーマ
    - 作詞：Nnn / 作曲：かしわ丸 / 編曲：景家淳

2005年8月14日 / DPS-1054
- Loser Kashiwagi is NOT dead
  - Sweet Kiss
  - First Step
    - PCゲーム『Arabica』OPテーマ
    - 作詞・作曲・編曲：Loser Kashiwagi

  - あおぞら
    - PCゲーム『Arabica』EDテーマ
    - 作詞・作曲・編曲：Loser Kashiwagi

2005年8月14日 / LKCD-0001
- グリーングリーン3 〜ハローグッバイ〜 オリジナルサウンドトラック+コンプリートアルバム2001〜2005
  - ハローグッバイ
    - 作詞：桑島由一 / 作曲：milktub / 編曲：ms－jacky

  - ラブレター
  - 星空
  - 夢

2005年8月24日 / LACA-9055〜9056 / Lantis
- 機動新撰組 萌えよ剣 TV オリジナルサウンドトラック
  - 時代の無双花（TVバージョン）
    - 作詞：畑亜貴 / 作曲：太田雅友 / 編曲：藤間仁

2005年9月22日 / LACA-5435 / Lantis
- Eternal Love大全集（愛）
  - Eternal Love 2004
  - Eternal Love Soul & Groove Mix

2005年9月29日 / BRCA-1065 / ブロッコリー
- ラムネ オリジナルサウンドトラック
  - なんてね76's
    - 作詞：片岡とも / 作曲・編曲：藤間仁

2005年11月23日 / LACA-9061〜9062 / Lantis

#### 2006年
- ボーイミーツガール オリジナルサウンドトラック
  - Always
    - 作詞・作曲：佐藤ひろ美 / 編曲：藤間仁

2006年9月21日 / LACA-5543 / Lantis
- エーデルワイス Original Sound Track FLOWERS
  - エーデルワイス
    - 作詞・作曲：milktub / 編曲：ms-jacky

2006年12月21日 / LACA-5597〜5598 / Lantis

#### 2007年
- エーデルワイス ボーカルアルバム Sunset・Sunrise
  - ダカラパンチ!
    - 作詞：佐藤ひろ美 / 作曲：宮崎京一 / 編曲：ms-jacky

  - 顔ロード〜第6章〜
    - 作詞・作曲：milktub / 編曲：ms-jacky

2007年3月28日 / LACA-5609 / Lantis
- 「護くんに女神の祝福を!」オリジナルサウンドトラック
  - Venus Dream(TVサイズ) ほか

2007年4月25日 / ブロッコリー
- おねがい☆ツインズ CD BOX 〜Trifoglio〜
  - Second Flight
    - 歌：KOTOKO&佐藤裕美 / 作詞：KOTOKO / 作曲：高瀬一矢 / 編曲：高瀬一矢・中沢伴行

2007年8月22日 / LACA-9083〜9093 / Lantis

- 配信シングル「創聖のアクエリオン （エレメント合体Ver.）」
  - 荒野のヒース リーナ・ルーンver.
    - オリジナル歌唱：AKINO from bless4
    - 作詞：岩里祐穂 / 作曲・編曲：菅野よう子

SANKYO『フィーバー創聖のアクエリオン』実機搭載曲
2007年10月10日

#### 2008年
- milktub 15th ANNIVERSARY BEST ALBUM BPM200 ROCK'N'ROLL SHOW
  - GuriGuri
  - ハローグッバイ
  - 顔ロード -第6章-
  - ガッデーム&ジュテーム
    - 歌：yozuca*・佐藤ひろ美・YURIA

2008年3月26日 / LACA-9108〜9109 / Lantis
- Elements Garden
  - ZERO

2008年8月6日 / キングレコード
- Eternal Love大全集（永）
  - Eternal Love 2004
  - Eternal Love Soul & Groove Mix

2008年11月26日 / BRCA-1091 / ブロッコリー

#### 2009年
- シングル「祝福のカンパネラ」
  - 祝福のカンパネラ
    - PCゲーム『祝福のカンパネラ』OPテーマ
    - 歌：佐藤ひろ美・NANA / 作詞：佐藤ひろ美 / 作曲：上松範康 / 編曲：菊田大介

2009年1月30日 / HBMS-308 / ういんどみる
- graviton -Winter Selection Vol.2-
  - Promise 〜月夜の記憶〜
    - 歌：佐藤ひろ美・NANA

2009年1月30日 / PetaBits Records
- ギャラクシーエンジェルベスト
  - Angelic Symphony
  - 終わりなきPrelude
  - Cause your love 〜白いmelody〜
  - 太陽ノ紅響曲 - electrical flare

2009年3月25日 / QECB-1002 / ブロッコリー
- シングル「Promise 〜月夜の記憶〜」
  - Promise 〜月夜の記憶〜
    - PCゲーム『マジスキ』OPテーマ
    - 歌：佐藤ひろ美・NANA / 作詞：夕野ヨシミ（イシオス） / 作編曲：杉田由美（モナカ）

2009年4月24日 / PBCS-0007 / ドワンゴ・エージー・エンタテイメント
- マジスキ ボーカルアルバム
  - Promise 〜月夜の記憶〜

2009年5月29日 / PBCA-10 / PetaBits Records
- Elements Garden II -TONE CLUSTER-
  - Tears in snow
  - アンバーワールド
  - 祝福のカンパネラ
    - 歌：佐藤ひろ美・NANA

2009年9月2日 / キングレコード
- SUPER SHOT -美少女ゲームリミックスコレクション-
  - 祝福のカンパネラ (リミックス)
    - 歌：佐藤ひろ美・NANA

2009年11月27日 / SHOT MUSIC

#### 2010年
- 黄昏のシンセミア ORIGINAL SOUNDTRACK
  - 夏のファンタジア
  - 夏のファンタジア (アカペラ version)
  - 夏のファンタジア (short version 01)
  - 夏のファンタジア (short version 02)

2010年9月22日 / KICA-1489〜90 / ディファレンシア
- Elements Garden III -phenomena-
  - Believe forever

2010年9月22日 / キングレコード
- Anisama Girls Night Book favorite talk
  - 熱帯夜Girls
    - 『アニサマ GIRLS NIGHT』テーマソング
    - 歌：アニサマガールズ (麻生夏子, 今井麻美, 奥井雅美, 栗林みな実, 佐藤ひろ美, 下田麻美, 新谷良子, Suara, Stephanie, 中野愛子, 飛蘭, 美郷あき) / 作詞・作曲：奥井雅美 / 編曲：MACARONI☆

2010年11月2日 / PAGC-4 / AG-ONE
- 神楽幻想譚 〜妖かしの姫〜 オリジナルサウンドトラック
  - 望郷歌 〜まほろば〜 フルバージョン

2010年12月24日 / でぼの巣製作所

#### 2011年
- グリザイアの果実 エンディングテーマソング集&オリジナルサウンドトラック
  - 迷いの森
    - PCゲーム『グリザイアの果実』入巣蒔菜エンディングテーマ
    - 作詞：桑島由一 / 作曲・編曲：藤田淳平

2011年3月9日 / LACA-9207〜9208 / Lantis
- Angel Note BEST COLLECTION VIII 『ORANGE CANDY BOX』
  - 夏のファンタジア
  - 望郷歌〜まほろば〜

2011年5月6日 / Star Rose Label
- I've アルバム『TRIBAL LINK』
  - Leaf Ticket
    - 詞：KOTOKO / 作曲・編曲：C.G mix

  - Permit〜許しの塔〜
    - 作詞：MELL / 作曲：中沢伴行 / 編曲：中沢伴行、尾崎武士

2011年7月29日 / ファクトリーレコーズ

#### 2012年
- シングル「NEW GAME」
  - NEW GAME (Super Game Song Live 2012)
    - 歌：彩音・いとうかなこ・CooRie・栗林みな実・佐藤ひろ美・nao・飛蘭・yozuca* / 作詞：栗林みな実 / 作曲：志倉千代丸

2012年6月13日 / YZPB-5008 / 5pb
- D.C.III 〜ダ・カーポIII〜 ボーカルアルバム
  - 春風に願いを
    - PCゲーム『D.C.III 〜ダ・カーポIII〜』ヒロインルートEDテーマ
    - 作詞・作曲：rino / 編曲：西脇辰弥

2012年8月10日 / CIRCUS-0305 / Circus Sound Project
- 「ピュアガール」主題歌&サウンドトラック
  - One-Chance!!
    - PCゲーム『ピュアガール』OPテーマ
    - 歌:KOTOKO・佐藤ひろ美 /作詞：KOTOKO / 作編曲：藤田淳平

2012年9月28日 / フロントウイング
- FAVORITE 10th ANNIVERSARY VOCAL COLLECTION
  - Only your angel

2012年10月31日 / KDSD-591 / ティームエンタテインメント
- シングル「Witch's Garden」
  - Witch's Garden
    - PCゲーム『ウィッチズガーデン』OPテーマ
    - 歌：佐藤ひろ美・飛蘭 / 作詞：佐藤ひろ美 / 作曲：上松範康 / 編曲：菊田大介

  - Prologue
    - PCゲーム『ウィッチズガーデン』EDテーマ
    - 作詞：佐藤ひろ美 / 作編曲：藤間仁

2012年11月28日 / LACM-14030 / Lantis
- True end.
  - True end.
    - 『P.C.M Live!2012』テーマソング
    - 歌：AiRI、オリヒメヨゾラ、佐咲紗花、佐藤ひろ美、霜月はるか、橋本みゆき、yozuca* / 作詞：オリヒメヨゾラ / 作曲：増谷賢 / 編曲：東タカゴー

#### 2013年
- LOVELY×CATION2 サウンドトラック
  - Call to me, Call for you
    - 『LOVELY×CATION2』OPテーマ
    - 作詞：西坂恭平、如月一生 / 作曲・編曲：西坂恭平

2013年4月26日 / 『LOVELY×CATION2』初回版特典
- シングル「宇宙戦艦ヤマト」
  - 宇宙戦艦ヤマト
    - TVアニメ『宇宙戦艦ヤマト2199』OP主題歌
    - 歌：Project Yamato 2199 (詳細は、宇宙戦艦ヤマト2199#主題歌を参照) / 作詞：阿久悠 / 作曲：宮川泰 / 編曲：須藤賢一

2013年5月1日 / LACM-14070 / Lantis
- シングル「Please! 10周年記念ソング」
  - 回帰新星 -recurrent nova-
    - 歌：KOTOKO・佐藤ひろ美 / 作詞：KOTOKO / 作編曲：高瀬一矢

  - 夏風ノスタルジア
    - 歌：KOTOKO・佐藤ひろ美 / 作詞：佐藤ひろ美 / 作曲：上松範康 / 編曲：藤田淳平

2013年8月7日 / LACM-14127 / Lantis
- グリーングリーン OVERDRIVE EDITION ボーカルアルバム「鐘ノ音メモリアル」
  - forget me not
    - 早苗ルートEDテーマ
    - 作詞：桑島由一 / 作曲：milktub / 編曲：河辺健宏

  - ラブレター
  - 星空

2013年10月25日 / STCD-23

#### 2014年
- でぼの巣製作所ボーカルコレクションvol.1
  - 望郷歌 〜まほろば〜
  - 紅舞 〜くれないまう〜
    - PCゲーム『紅神楽』 OPテーマ
    - 作詞・作曲：しほり / 編曲：井ノ原智

2014年4月25日 / でぼの巣製作所
- 夏神楽オリジナルサウンドトラック
  - 赤い導（しるべ）
    - PCゲーム『夏神楽』OPテーマ
    - 作詞・作曲・編曲：仁堂敦 (Jumble Records)

2014年12月19日 / でぼの巣製作所
- あかべぇそふとつぅ10周年記念ベストソングCD [オーケストラアレンジver.]
  - 夏のファンタジア
  - Call to me, Call for you

2014年12月28日 / あかべぇそふとつぅ
- あかべぇそふとつぅ10周年記念ベストソングCD [ダンスミュージックアレンジver.]
  - 夏のファンタジア
  - Call to me, Call for you

2014年12月28日 / あかべぇそふとつぅ

#### 2015年
- あかべぇそふとつぅ10周年記念ベストソングCD [ジャズロック&シャッフルアレンジver.]
  - 夏のファンタジア - Melancholy Street Jazz
  - Call to me, Call for you - Country Vacation Jazz

2015年3月 / あかべぇそふとつぅ (完全受注生産品)
- あかべぇそふとつぅ10周年記念ベストソングCD [エレクトロニックミュージックアレンジver.]
  - 夏のファンタジア (2 step Mix)
  - Call to me, Call for you (J-Euro Beat Remix)

2015年3月 / あかべぇそふとつぅ (完全受注生産品)
- D.C.〜ダ・カーポ〜 スーパーベスト
  - 春風に願いを

2015年5月 / LACA-9400 / ランティス

#### 2016年
- ウィザーズコンプレックス
  - ウィザーズコンプレックス
    - PCゲーム「ウィザーズコンプレックス」主題歌
    - 歌：佐藤ひろ美 & KOTOKO / 作詞：佐藤ひろ美 / 作曲：上松範康 / 編曲：末益涼太

2016年4月28日 / WMACD-035 / 通販予約特典
- 戦国†恋姫X オリジナルサウンドトラック「花鳥風月」
  - 夢、遥か 〜散りゆく花〜
    - PCゲーム『戦国†恋姫〜乙女絢爛☆戦国絵巻〜』挿入歌
    - 作詞：kirina / 作曲・編曲：たくまる

2016年4月28日 / BASREC-014
- Windmill Vocal Collection 3 Uguisu
  - Witch's Garden
  - Prologue
  - My 1st love
    - 作詞：RUCCA / 作曲・編曲：喜多智弘
    - PCゲーム『春風センセーション!』EDテーマ

2016年5月1日 / WMACD-036～037 / ういんどみる

#### 2017年
- 月影のシミュラクル -解放の羽- オリジナルサウンドトラック
  - 自由の翅
    - PCゲーム『月影のシミュラクル -解放の羽-』OPテーマ
    - 作詞：羽生みいな / 作曲・編曲：Meis Clauson

2017年1月27日 / APP-114 / 初回購入特典

### CD未収録曲
(2020年4月現在)
- 顔計算
  - PCゲーム『グリーングリーン OVERDRIVE EDITION』亜里紗イメージソング
  - 作詞：桑島由一 / 作曲：milktub / 編曲：ms-jacky
- First Story
  - ブラウザ(オンライン)ゲーム『アイドル☆シチュエーション』メインテーマ
  - 作詞：喜多智弘 / 作曲：上松範康 / 編曲：喜多智弘

## 提供

### 作詞
- 杏子御津
  - *twinkle*twinkle*
- 大村香織
  - 揺籃歌 -ヨウランカ-
- 加瀬愛奈
  - SONG
- karuta
  - 夏の終わりに
- 後藤沙緒里
  - ちいさな旅
- 櫻川めぐ
  - CHANGE MY WORLD
- 新田恵海
  - 春風センセーション！
- 春山琴巳
  - A ray of sunshine!!
- 宮川なつき
  - 銀月〜La lune de l'argent〜
- μ
  - 星の奇跡
- 矢田みこ
  - たからもの
  - ツナガル☆らぶみくす
- 莉稲るり
  - White Crystal

### 作詞・作曲
- 赤月
  - 銀硝子 ～Argentum glass～
- 田村ゆかり
  - Spiral Paradox
- 生天目仁美
  - Solitude
- 花澤香菜
  - あかいりぼん
- 矢田みこ
  - Time Fly
  - ひとひらハート